# 経路障害
経路障害（けいろしょうがい）とは、インターネット上で、データが伝達する経路の途中で何らかの障害が起こり、接続元と接続先とでデータのやり取りができなくなる現象である。接続元も接続先も正常なため、双方の努力では解決しにくい。Webブラウジング中にこの現象に遭った場合、ブラウザのエラーメッセージの見た目がサーバダウンに似ているため、ネットワーカー初心者はサーバダウンと誤解しやすい。

## 対策
接続元でできる対策としては、外部のプロキシを使い、経路を変える方法がある。オープンプロキシやTorなどを使用する方法である。